# El Cantón del San Pablo
El Cantón del San Pablo es un municipio colombiano ubicado en el departamento de Chocó, segregado del municipio de Istmina en 1994. En jurisdicción de este municipio se encuentra el denominado "Canal del Cura o de Raspadura", un antiguo canal artificial rudimentario que una vez unió al mar Caribe con el océano Pacífico a través de los ríos Atrato y San Juan. Su cabecera municipal es Managrú.

## Geografía
El municipio El Cantón del San Pablo tiene una extensión territorial total de 386 km². Se encuentra a una altitud de 57 m s. n. m., y tiene una temperatura promedio de 28 °C.

### Límites
- Norte: Río Quito y Alto Baudó.
- Oriente: Cértegui y Unión Panamericana.
- Sur: Istmina.
- Occidente: Alto Baudó y Medio Baudó.

## División Político-Administrativa
Además de su cabecera municipal: Managrú. 
El Cantón del San Pablo tiene bajo su jurisdicción los siguientes centros poblados:
- Boca de Raspadura
- Guapandó
- La Isla
- Puerto Pervel
- Taridó

## Historia
El Cantón del San Pablo fue creado mediante Ordenanza n.º 004 del 23 de mayo de 1994, siendo gobernador de Chocó el doctor Antonio Heraclio Maya Copete. Proceso que fue adelantado por diversas organizaciones comunitarias y habitantes de varios centros poblados que decidieron organizarse para disgregarse de Istmina porque no encontraban respuesta a sus necesidades.

## Economía
- La minería.
- La explotación de los recursos forestales.
- La agricultura (palma de chontaduro, borojó, árbol del pan, aguacate, maíz, arroz, yuca, ñame, piña, plátano, banano, primitivo, guayaba y hortalizas).

## Sitios turísticos
- Cerro Mirador La Victoria
- Cascada del Río Taridó
- Sitios Naturales de Puerto Nuevo
- Quita Arrechera
- El Canal Seco o del Cura
- El Istmo de Palacé
- El Balneario de Jitradó
- Quebrada Chagarapa

## Festividades
- Fiesta de La Virgen del Carmen: Del 11 al 16 de julio.